# 노진규
노진규(盧珍圭, 1992년 7월 20일~2016년 4월 3일)는 한국의 남자 쇼트트랙선수였다. 2016년 4월 3일 일요일 저녁8시 골육종으로 투병 중 세상을 떠났다.
스피드 스케이팅 여자 국가대표인 노선영의 친동생이다.

## 생애
어린 시절, 먼저 스케이트를 시작한 누나를 따라 빙상에 입문했고, 곧 쇼트트랙에서 재능을 나타내기 시작했다. 과천중학교 재학 중 주니어 상비군으로 뽑혔고, 경기고등학교 재학 중 주니어 대표로 뽑혔다. 2010년 동계 올림픽 선발전에서는 탈락하였으나, 주니어 대표로 선발되어 2010년 세계 주니어 선수권에서 종합 우승하였다.
2010년 10월 타임레이스 방식으로 치러진 국가대표 선발전에서 국가대표로 선발, 2010년~2011년 시즌부터 시니어 국제대회에 참가하여 2010년 11월, 중국 상하이에서 열린 월드컵 4차 대회에서 1000m·1500m·5000m 계주에서 우승하였으며, 카자흐스탄 아스타나에서 열린 2011년 동계 아시안 게임에서 1500m와 5000m 계주에서 금메달을 획득하였고, 영국 셰필드에서 열린 2011년 세계 선수권에서도 종합 우승하였다. 2011년 한국체육대학교에 진학했으며, 이후로도 계속 국가대표로 선발되었다. 2011년 1500m와 3000m 슈퍼파이널에서 2003년 당시 안현수가 세웠던 세계 신기록을 8년만에 갱신했다. 2012년 세계 선수권에서는 1500m에서 금메달을 획득했으며, 곽윤기에 이어 종합 2위를 했다. 노진규는 2012년~2013년 시즌에도 월드컵 대회에서 종합 우승하는 등, 당시 대한민국의 대표적인 남자 쇼트트랙 선수로 이름을 알렸으나, 2013년 세계 선수권에서는 메달을 얻지 못하는 부진을 보였다.
2013년 4월 치러진 2013년~2014년 시즌 국가대표 선발전에서는 종합 3위에 올랐는데, 당시 규정상 2014년 동계 올림픽에 그는 계주에서만 우선 출전자격을 얻게 되었다. 그러나 월드컵 대회에서는 1회 대회 1500m에서 우승하는 등 올림픽 출전권을 얻는데 큰 기여를 하기도 했다. 노진규는 2014년 동계 올림픽에 개인전 출전은 할 수 없었지만, 계주를 목표로 훈련을 거듭했다. 그러나 2014년 1월 14일, 훈련 도중 미끄러지면서 심한 골절상을 입어 올림픽 참가가 불가능하게 되었고, 이호석에게 출전권을 넘겼다. 뒤이어 전에 발견되었던 양성 종양이 골육종에 의한 악성 종양으로 악화되어 1월 22일 원자력병원에서 골육종 종양 제거 수술을 받았다.
투병 중 2016년 4월 3일 일요일 저녁 8시 향년 25세의 나이로 세상을 떠났다.

## 주요 참가대회 및 성적
- 제26회 트렌티노 동계유니버시아드 쇼트트랙 남자 1000m 금메달
- 제26회 트렌티노 동계유니버시아드 쇼트트랙 남자 1500m 금메달
- 2013/2014 ISU 쇼트트랙 월드컵 4차 대회 남자 5000m 계주 동메달
- 2013/2014 ISU 쇼트트랙 월드컵 1차 대회 남자 1500m 금메달
- 제28회 전국남녀 종합 쇼트트랙 스피드스케이팅 선수권대회 남자 종합 3위
- 제28회 전국남녀 종합 쇼트트랙 스피드스케이팅 선수권대회 남자 1500m 1위
- 2012/2013 ISU 쇼트트랙 월드컵 6차 대회 남자 5000m 계주 금메달
- 2012/2013 ISU 쇼트트랙 월드컵 6차 대회 남자 1500m 금메달
- 2012/2013 ISU 쇼트트랙 월드컵 5차 대회 남자 1500m 금메달
- 2012/2013 ISU 쇼트트랙 월드컵 4차 대회 남자 5000m 계주 금메달
- 2012/2013 ISU 쇼트트랙 월드컵 4차 대회 남자 1000m 동메달
- 2012/2013 ISU 쇼트트랙 월드컵 4차 대회 남자 1500m 은메달
- 2012/2013 ISU 쇼트트랙 월드컵 3차 대회 남자 5000m 계주 금메달
- 2012/2013 ISU 쇼트트랙 월드컵 3차 대회 남자 1000m 동메달
- 2012/2013 ISU 쇼트트랙 월드컵 3차 대회 남자 1500m 금메달
- 2012/2013 ISU 쇼트트랙 월드컵 2차 대회 남자 5000m 계주 금메달
- 2013/2013 ISU 쇼트트랙 월드컵 2차 대회 남자 1000m 동메달
- 2012/2013 ISU 쇼트트랙 월드컵 2차 대회 남자 1500m 금메달
- 2012/2013 ISU 쇼트트랙 월드컵 1차 대회 남자 5000m 계주 금메달
- 2012/2013 ISU 쇼트트랙 월드컵 1차 대회 남자 1500m 금메달
- KB금융 쇼트트랙 스피스스케이팅 챔피언십 남자부 종합 우승
- 2012 ISU 세계 쇼트트랙 선수권 대회 준우승
- 2012 ISU 세계 쇼트트랙 선수권 대회 3000m 은메달
- 2012 ISU 세계 쇼트트랙 선수권 대회 1000m 은메달
- 2012 ISU 세계 쇼트트랙 선수권 대회 5000m 계주 동메달
- 2012 ISU 세계 쇼트트랙 선수권 대회 1500m 금메달
- 2011/2012 ISU 쇼트트랙 월드컵 6차 대회 5000m 계주 3위
- 2011/2012 ISU 쇼트트랙 월드컵 6차 대회 1000m 금메달
- 2011/2012 ISU 쇼트트랙 월드컵 6차 대회 1500m 금메달
- 2011/2012 ISU 쇼트트랙 월드컵 5차 대회 5000m 계주 은메달
- 2011/2012 ISU 쇼트트랙 월드컵 5차 대회 1500m 금메달
- 2011/2012 ISU 쇼트트랙 월드컵 5차 대회 1000m 은메달
- 2011/2012 ISU 쇼트트랙 월드컵 4차 대회 1000m 동메달
- 2011/2012 ISU 쇼트트랙 월드컵 4차 대회 1500m 금메달
- 2011/2012 ISU 쇼트트랙 월드컵 3차 대회 1500m 금메달
- 2011/2012 ISU 쇼트트랙 월드컵 2차 대회 1500m 금메달
- 2011/2012 ISU 쇼트트랙 월드컵 2차 대회 5000m 계주 금메달
- 2011/2012 ISU 쇼트트랙 월드컵 1차 대회 1000m 은메달
- 2011/2012 ISU 쇼트트랙 월드컵 1차 대회 1500m 금메달
- 2011/2012 ISU 쇼트트랙 월드컵 1차 대회 5000m 계주 동메달
- 2011 ISU 세계 쇼트트랙 선수권 대회 개인종합 우승
- 2011 ISU 세계 쇼트트랙 선수권 대회 3000m 금메달
- 2011 ISU 세계 쇼트트랙 선수권 대회 1000m 금메달
- 2011 ISU 세계 쇼트트랙 선수권 대회 1500m 금메달
- 2010/2011 ISU 쇼트트랙 월드컵 6차 대회 5000m 계주 금메달
- 2010/2011 ISU 쇼트트랙 월드컵 6차 대회 1000m 금메달
- 2010/2011 ISU 쇼트트랙 월드컵 5차 대회 1000m 금메달
- 2010/2011 ISU 쇼트트랙 월드컵 5차 대회 1500m 금메달
- 2011 제7회 아스타나-알마티 동계 아시안게임 남자 1500m 금메달
- 2011 제7회 아스타나-알마티 동계 아시안게임 남자 5000m 계주 금메달
- 2010/2011 ISU 쇼트트랙 월드컵 4차 대회 1000m 금메달
- 2010/2011 ISU 쇼트트랙 월드컵 4차 대회 1500m 금메달
- 2010/2011 ISU 쇼트트랙 월드컵 4차 대회 5000m 계주 금메달
- 2010/2011 ISU 쇼트트랙 월드컵 3차 대회 1000m 금메달
- 2010/2011 ISU 쇼트트랙 월드컵 3차 대회 1500m 은메달
- 2010/2011 ISU 쇼트트랙 월드컵 3차 대회 5000m 계주 동메달
- 제26회 회장배 전국남녀 쇼트트랙 스피드 스케이팅 대회 남고부 3000m 은메달
- 제26회 회장배 전국남녀 쇼트트랙 스피드 스케이팅 대회 남고부 3000m 계주 금메달
- 제27회 전국남녀 쇼트트랙 스피드 스케이팅 대회 남고부 1500m 동메달
- 제24회 전국남녀 종별종합 쇼트트랙 스피드 스케이팅 선수권 대회 남고부 1500m 금메달
- 제24회 전국남녀 종별종합 쇼트트랙 스피드 스케이팅 선수권 대회 남고부 종합 금메달
- 제24회 전국남녀 종별종합 쇼트트랙 스피드 스케이팅 선수권 대회 남고부 3000m(SF) 금메달
- 제5회 성남시장배 전국남녀 중,고등학교 쇼트트랙 스피드 스케이팅 대회 남고부 3000m 계주 1등
- 제91회 전국 동계 체육대회 남고부 3000m 1등
- 제91회 전국 동계 체육대회 남고부 3000m 계주 1등
- 2010 ISU 세계 주니어 쇼트트랙 스피드 스케이팅 선수권 대회 남자 500m 4등
- 2010 ISU 세계 주니어 쇼트트랙 스피드 스케이팅 선수권 대회 남자 3000m 계주 1등
- 2010 ISU 세계 주니어 쇼트트랙 스피드 스케이팅 선수권 대회 남자 종합 1등
- 2010 ISU 세계 주니어 쇼트트랙 스피드 스케이팅 선수권 대회 남자 1500m 1등
- 2010 ISU 세계 주니어 쇼트트랙 스피드 스케이팅 선수권 대회 남자 1000m 1등
- 2009 전국남녀 주니어 쇼트트랙 스피드 스케이팅 선수권 대회 남자 1000m 2등
- 2009 전국남녀 주니어 쇼트트랙 스피드 스케이팅 선수권 대회 남자 1500m(SF) 1등
- 2009 전국남녀 주니어 쇼트트랙 스피드 스케이팅 선수권 대회 남자 종합 1등
- 제25회 전국남녀 쇼트트랙 스피드 스케이팅 대회 남고부 1500m 3등
- 제25회 전국남녀 쇼트트랙 스피드 스케이팅 대회 남고부 1000m 2등
- 제25회 전국남녀 쇼트트랙 스피드 스케이팅 대회 남고부 3000m 계주 3등
- 제23회 전국남녀 학생종별종합 쇼트트랙 스피드 스케이팅 선수권대회 남고부 1500m 1등
- 제23회 전국남녀 학생종별종합 쇼트트랙 스피드 스케이팅 선수권대회 남고부 3000m(SF) 1등
- 제23회 전국남녀 학생종별종합 쇼트트랙 스피드 스케이팅 선수권대회 남고부 종합 1등
- 제4회 성남시장배 전국남녀 중,고등학교 쇼트트랙 스피드 스케이팅 대회 남고부 3000m 계주 3등
- 제90회 전국 동계 체육대회 남고부 1500m 1등
- 제90회 전국 동계 체육대회 남고부 3000m 3등
- 제24회 회장배 전국남녀 쇼트트랙 스피드 스케이팅 대회 남고부 3000m 계주 2등
- 제25회 전국남녀 쇼트트랙 스피드 스케이팅 대회 남고부 3000m 2등
- 제3회 성남시장배 전국남녀 중,고등학교 쇼트트랙 스피드 스케이팅 대회 남고부 3000m 2등
- 제3회 성남시장배 전국남녀 중,고등학교 쇼트트랙 스피드 스케이팅 대회 남고부 3000m 계주 2등
- 제21회 전국남녀 학생종별 쇼트트랙 스피드 스케이팅 대회 남중부 1500m 1등
- 제21회 전국남녀 학생종별 쇼트트랙 스피드 스케이팅 대회 3000m 1등
- 제21회 전국남녀 학생종별 쇼트트랙 스피드 스케이팅 대회 종합 1등
- 제21회 전국남녀 학생종별 쇼트트랙 스피드 스케이팅 대회 1000m 1등
- 제21회 전국남녀 학생종별 쇼트트랙 스피드 스케이팅 대회 500m 1등
- 제88회 전국 동계 체육 대회 1500m 1등
- 제88회 전국 동계 체육 대회 1500m 2등
- 제88회 전국 동계 체육 대회 3000m 1등
- 제88회 전국 동계 체육 대회 3000m 2등
- 제88회 전국 동계 체육 대회 3000m 2등
- 제88회 전국 동계 체육 대회 1500m 2등
- 제88회 전국 동계 체육 대회 1500m 2등
- 제22회 회장배 전국남녀 남중부 1500m 1등
- 제23회 전국남녀 쇼트트랙 스피드 스케이팅 대회 남중부 1500m 3등
- 제87회 전국 동계 체육 대회 1500m 2등
- 제87회 전국 동계 체육 대회 3000m 1등
- 춘천 MBC배 전국남녀학생종별종합 빙상 선수권 대회 남초부 11위
- 제19회 회장배 전국 남녀 쇼트트랙 스피드 스케이팅 대회 남초부 2000m 3위
- 제2회 전국남녀 스피드 스케이팅 꿈나무 대회 A조 남자 3-4학년부 1500m 1위
- 제2회 전국남녀 스피드 스케이팅 꿈나무 대회 A조 남자 3-4학년부 1000m 3위
- 제18회 회장배 전국남녀 쇼트트랙 스피드 스케이팅 대회 남초부 2000m 계주 2위
- 제17회 회장배 전국남녀 쇼트트랙 스피드 스케이팅 대회 남초부 계주 2위
- 과천초등학교 썰매부 대표로 6학년때 1년간 활동

## 경력
- 2011 제7회 아스타나-알마티 동계 아시아 경기대회 쇼트트랙 국가대표

## 학력
- 과천초등학교(1999년~2005년)
- 역삼중학교(2005년~2008년)
- 경기고등학교(2008년~2011년)
- 한국체육대학교 체육학과(2011년~2015년)